# John Playford

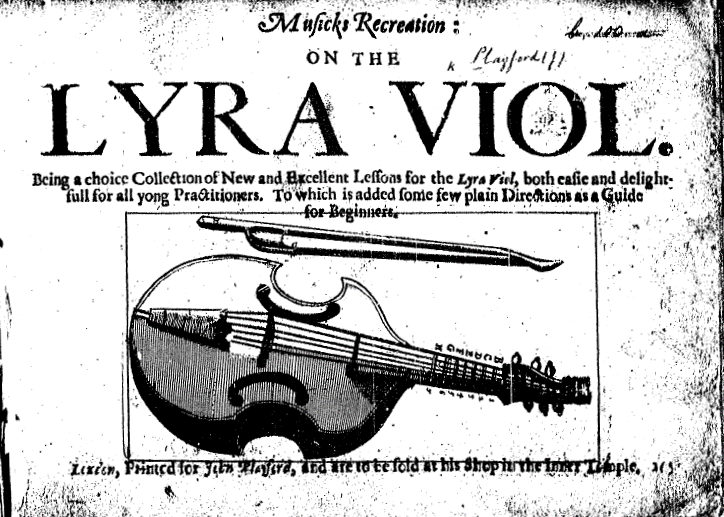
Titelpagina van PLayfords Musick's Recreation on the Lyra Viol

John Playford (Norwich, 1623 - Londen, 1686) was een Britse muziekuitgever, danser en arrangeur. Hij gaf zijn eerste verzameling uit nadat hij tijdens de Engelse Burgeroorlog, waarvan hij als journalist verslag deed, door de mannen van Oliver Cromwell gevangen werd genomen en het dringende advies kreeg om, als aanhanger van de koning, een andere carrière te kiezen.
In 1651 publiceerde hij deze eerste verzameling, getiteld The English Dancing Master: een bundel van in burgerlijke kringen bekende dansen, met bladmuziek en choreografieën. Deze verzameling was dermate succesvol dat tot 1728 achttien edities verschenen. In totaal werden daarin omstreeks de negenhonderd dansen beschreven, die tot in de 19e eeuw vaak gespeeld werden.
Tegenwoordig wordt van veel van zijn dansen aangenomen dat hij er de oorspronkelijke componist van was. Dit is echter niet geheel juist. Playford bewerkte voor de dansmuziek oude liedmelodieën.

## Uitgaven van Playford
- Apollo's Banquet (1678)
- The Musical Companion (1667)
- Musick's Handmaid (1678)
- The Division Violin (1685)
- A Musicall Banquet (1651)
- Catch that Catch Can (1652)
- A Booke of New Lessons for Cithern (1652, in 1666 in herziene uitgave verschenen als Musick's Delight on the Cithren)
- Musick's Recreation on the Lyra Viol (1652)
- A Breefe Introduction to the Skill of Musick (1654)
- Choice Musick to the Psalmes of David (1656)

- Bibsys: 1101146
- Biblioteca Nacional de España: XX1606074
- Bibliothèque nationale de France: cb13898550p (data)
- Gemeinsame Normdatei: 133555143
- International Standard Name Identifier: 0000 0000 8138 6478
- Library of Congress Control Number: n50019902
- Nationale Bibliotheek van Letland: 000047039
- MusicBrainz: c299e778-611b-4702-9602-00474220ceac
- Nationale Bibliotheek van Tsjechië: jn20030731004
- Nationale bibliotheek van Australië: 35425628
- Nationale Bibliotheek van Israël: 987007462735005171
- Nederlandse Thesaurus van Auteursnamen: 074295691
- Réseau des bibliothèques de Suisse occidentale: 02-A016781859
- Istituto Centrale per il Catalogo Unico: SBLV101726
- LIBRIS: 212130
- SNAC: w66x283d
- Système universitaire de documentation: 080220681
- Trove: 948219
- Virtual International Authority File: 59270608
- WorldCat: E39PBJwmTrjxKQphYdPj9xRHYP